# Di questo bel terzetto/Pippo nonna
Di questo bel terzetto/Pippo nonna è un singolo di Pippo Franco, pubblicato  nel 1978.

## Descrizione
Di questo bel terzetto è un brano musicale scritto da Mario Castellacci e Pier Francesco Pingitore, su musica e arrangiamenti di Gianni Ferrio.
Il brano era la sigla introduttiva dei conduttori del programma televisivo Il ribaltone, Pippo Franco, Loretta Goggi e Daniela Goggi, varietà di grande successo del sabato sera di Rai 1, animato dalla compagnia del Il Bagaglino. I tre artisti entravano in scena presentandosi al pubblico cantando e ballando la canzone. Su disco però il brano è inciso ed attribuito al solo Pippo Franco, mentre le parti cantate dalle sorelle Goggi sono sostituite da un coro femminile. Anche sulla foto di copertina vengono riprodotte due figure femminili che richiamano chiaramente le due soubrette, seppure riprodotte senza volto, alle spalle della foto di Pippo Franco.
Pippo nonna è la canzone pubblicata sul lato B del singolo, scritta dagli stessi autori.